# Ctenognophos kansubia
Ctenognophos kansubia är en fjärilsart som beskrevs av Eugen Wehrli 1953. Ctenognophos kansubia ingår i släktet Ctenognophos och familjen mätare. Inga underarter finns listade i Catalogue of Life.